# Spinus siemiradzkii
El  jilguero azafranado, pinero azafrán o lúgano azafranado (Spinus siemiradzkii) es una especie de ave paseriforme de la familia Fringillidae propia de Ecuador y Perú.

## Descripción
Mide 10 a 10,5 cm de longitud. Presenta dimorfismo sexual. El macho presenta cabeza negra en forma de capucha; el dorso dorado cobrizo y las partes inferiores amarillas. La hembra es amarilla olivácea.

## Hábitat
Sus hábitats naturales son los bosques secos tropicales, el matorral tropical, y las zonas urbanas, por debajo de los 750 m de altitud.
Se encuentra amenazado por la destrucción del hábitat. Es difícil de observar.